# Comunità dell'Emmanuele
La Comunità dell'Emmanuele è un'associazione pubblica internazionale di fedeli cattolici di diritto pontificio, fondata  a Parigi nel 1972, a partire da un gruppo di preghiera di rinnovamento carismatico cattolico, per opera di Pierre Goursat e Martine Laffitte-Catta. Il suo nome viene dalla Bibbia: "Ecco: la vergine concepirà e partorirà un figlio, che chiamerà Emmanuele" (Is 7,14; Mt 1,23).

## Obiettivi
Comprende membri che hanno fatto diverse scelte di vita (celibi, coppie, sacerdoti, persone consacrate). Il fine dell'associazione è di permettere la risposta all'appello alla santità lanciato da Dio a tutti gli uomini. È particolarmente attraverso l'adorazione eucaristica, la compassione e l'evangelizzazione che i suoi membri intendono manifestare la presenza nel mondo di Gesù Cristo, l'Emmanuele, Dio con noi.
I mezzi proposti a ciascuno per crescere spiritualmente sono molteplici: dai gruppi di preghiera (generalmente settimanali), alla maisonnée (un piccolo gruppo di persone che si riuniscono periodicamente, settimanalmente oppure ogni due settimane, per pregare insieme, condividere la parola e l'opera di Dio nella loro vita), agli incontri comunitari mensili. I membri della Comunità possono beneficiare di accompagnatori spirituali.

## Organizzazione
Nel 2018 la Comunità conta circa 11.500 membri in 67 paesi , di cui la metà in Francia. Fra questi vi erano 270 sacerdoti, un centinaio di seminaristi, 200 tra sorelle e fratelli consacrati.
La Comunità è diretta da un consiglio internazionale, eletto ogni tre anni dal collegio d'elezione e di preghiera (composto per metà dai membri del comitato consultivo e per metà da grandi elettori eletti nelle province sulla base del numero dei membri). I membri del consiglio non possono essere eletti per più di tre mandati.
Il consiglio internazionale elegge un Moderatore, che ha la responsabilità della Comunità.

### Moderatori
- Pierre Goursat (1972 - 1985)
- Gérald Arbola (1985 - 1994)
- Markus Gehlen (1994 - 2000)
- Dominique Vermersch (2000 - 2009)
- Laurent Landete, (2009 - 2018)
- Michel-Bernard de Vrégille dal 2018

### Statuti
La Comunità è stata inizialmente riconosciuta localmente dai vescovi delle diocesi in cui era presente.
Nel 1992 il Pontificio Consiglio per i Laici approvò per 5 anni gli statuti della Comunità dell'Emmanuele e della Fraternità di Gesù, come associazioni private di fedeli di diritto pontificio. Questi statuti hanno ricevuto l'approvazione definitiva l'8 dicembre 1998.
Il 20 giugno 2009 il Pontificio Consiglio per i Laici ha eretto la Comunità dell'Emmanuele in associazione pubblica internazionale di fedeli. Con questa modifica degli Statuti la Santa Sede riconosce che la Comunità opera per il bene della Chiesa e non solo per il bene dei suoi membri.

## Discografia
- Chants pour la liturgie et la prière, 2000
- Les Chants de l'Emmanuel dans les CD "Il est Vivant!"
- L'Amore non avrà fine, 2003